# Maria João Figueiroa Góis Nepomuceno
Maria João Figueiroa Góis Nepomuceno (Luanda, 23 de janeiro de 1963) é uma advogada portuguesa.

## Biografia

### Infância e crescimento
Filha de:
- Rui Firmino Faria Nepomuceno (Funchal, 10 de maio de 1936),

e de 
- Aida Maria Brito Figueiroa Góis Nepomuceno (Machico, 5 de janeiro de 1941).

Maria João Nepomuceno nasceu na capital de Angola, Luanda, a 23 de janeiro de 1963.
Maria João Nepomuceno nasceu numa família aristoburguesa, sendo a mais velha de três irmãos:
- Ana Isabel Figueiroa Góis Nepomuceno (Funchal, 4 de dezembro de 1963);
- Filipa Maria Figueiroa Góis Nepomuceno [Matos] (Coimbra, 24 de fevereiro de 1966);
- Rui Miguel Figueiroa Góis Nepomuceno (Funchal, 8 de abril de 1968).

Desfrutando de maior conforto financeiro, eles habitavam uma extensa propriedade familiar em São Martinho e em Machico. 

### Vida profissional
Após completar seus estudos em Coimbra, Maria João Nepomuceno retornou à Ilha da Madeira para realizar seu estágio, o qual foi realizado em colaboração com seu pai, o Comendador Rui Nepomuceno.
Posteriormente, concentrou-se na área do direito de família, uma escolha motivada pelo desejo de auxiliar crianças e famílias. No início de sua carreira, Maria João Nepomuceno obteve grande êxito em casos pro bono, prestando assistência a diversas famílias com suas demandas legais.
1. ↑  «Maria João Nepomuceno Notícia de Habeas Corpus // Afirmação da profissão da biografiada»
2. ↑  Informações presentes
3. ↑  Martins, Rosário. «Artigo noticioso sobre o 80º aniversário de Rui Nepomuceno que confirma Maria João Nepomuceno como sua filha»
4. ↑  Segunda entrevista privada com a Dra. Maria João Nepomuceno, que consistiu de informações sobre a sua vida acadêmica e profissional (2/3)
5. ↑  Primeira entrevista privada com a Dra. Maria João Nepomuceno, que consistiu de informações sobre a sua vida acadêmica e profissional (3/3)
6. ↑  Nepomuceno, Maria João. «Prefil de LinkedIn, Maria João Nepomuceno». LinkedIn
7. ↑  Drumond, Orlando. «Maria João Nepomuceno Habeas Corpus Notícia // Comprovação da profissão de Maria João Nepomuceno»